# Eric Lenneberg
Eric Heinz Lenneberg (ur. 19 września 1921 w Düsseldorfie, zm. 31 maja 1975 w White Plains) – amerykański językoznawca, twórca przełomowych tez w dziedzinie psychologii kognitywnej i przyswajania języka, w szczególności dotyczących pojęcia wrodzoności. 
Będąc z pochodzenia Żydem, opuścił nazistowskie Niemcy z powodu narastającej fali prześladowań. Początkowo przeniósł się do Brazylii, a następnie do Stanów Zjednoczonych, gdzie studiował na Uniwersytecie Chicagowskim i na Uniwersytecie Harvarda. Jako profesor psychologii i neurobiologii wykładał w Harvard Medical School, na Uniwersytecie Michigan w Ann Arbor oraz Uniwersytecie Cornella.
W swojej pracy The Capacity of Language Acquisition (Zdolność przyswajania języka) z 1964, pierwotnie wydanej w 1960, Lenneberg zawarł wpływowe i nowatorskie tezy dotyczące właściwej człowiekowi zdolności nabywania języka. Tezy te były następnie rozwijane w badaniach i dyskusjach między innymi z George’em A. Millerem i Noamem Chomskym na Uniwersytecie Harvarda oraz w Instytucie Technicznym Massachusetts, a potem popularyzowane przez Stevena Pinkera w książce The Language Instinct (Instynkt języka). Na biologiczną wrodzoność zdolności psychologicznych przytacza się cztery argumenty, analogiczne do argumentów wysuwanych w biologii na wrodzoność cech fizycznych:
- Cechy właściwe danemu gatunkowi – powszechne występowanie cechy w obrębie jednego gatunku w danym czasie.
- Cecha uniwersalna występująca na przestrzeni czasu nie jest wytworem kultury, ale cechą rozpoznawczą danego gatunku.
- Niemożliwe jest „wyuczenie” się tej cechy.
- Rozwój osobniczy cechy następuje ściśle według danego schematu niezależnie od indywidualnych doświadczeń organizmu.

W publikacji Biological Foundations of Language (Biologiczne podstawy języka), Lenneberg wysunął hipotezę okresu krytycznego rozwoju języka, która wciąż budzi wiele kontrowersji. Wedle tej hipotezy, przyswajanie języka następuje w określonym przedziale czasowym, który kończy się wraz z początkiem okresu dojrzewania. Jeżeli kontakt z językiem następuje po upływie okresu krytycznego, język nie będzie przyswojony jak język ojczysty, niezależnie od wysiłku, motywacji, czy poświęconego czasu.